# 中部観光バス
中部観光バス株式会社（ちゅうぶかんこうバス）は、沖縄県沖縄市を拠点に、観光バス事業を行う会社である。主に、沖縄本島中南部を中心に運行しているが、北部へも運行している。
新規参入規制前に免許を取得した会社であり、同社への免許発行を最後に沖縄本島内においては24年間貸切旅客運送事業の免許は発行されなかった（24年後の1997年に北部観光バスなどへ免許を発行）。
沖縄県の貸切バス専業事業者では唯一、日本私鉄労働組合総連合会に加盟している。

## 沿革
- 1973年12月28日 - 陸運2152号で一般貸切旅客自動車運送事業の経営免許を取得。

## 営業路線
観光バスのため定期的な路線は存在しないが、モデルコースが設定されている。
南部では首里城・おきなわワールド・平和祈念公園・ひめゆりの塔・琉球ガラス村がモデルコースとなっている。
中部では東南植物楽園・琉球村・万座毛・御菓子御殿（恩納店）・ビオスの丘・海中道路などが紹介されている。
北部では辺戸岬・ASMUI Spiritual Hikes（旧大石林山）・万国津梁館・やんばる亜熱帯の森（御菓子御殿　名護店）・海洋博公園・沖縄美ら海水族館などが紹介されている。